# Махачкалинский округ
Махачкалинский округ — административно-территориальная единица Дагестанской АССР, существовавшая в 1952—1953 годах. Административный центр — город Махачкала.
Округ был образован 25 июня 1952 года, когда вся территория Дагестанской АССР была разделена на 4 округа. Граничил с Буйнакским и Избербашским округами Дагестанской АССР, а также с Грозненской областью.
Делился на 10 районов, 1 город республиканского подчинения и 2 города окружного подчинения:
- Андалалский— с. Андалалы
- Бабаюртовский — с. Бабаюрт
- Веденский — с. Ведено
- Казбековский — с. Дылым
- Карабудахкентский — с. Карабудахкент
- Кизилюртовский — с. Кизилюрт
- Новолакский— с. Новолакское
- Ритлябский — с. Ритляб
- Хасавюртовский — с. Хасавюрт
- Шурагатский — с. Шурагат
- город Махачкала
- город Каспийск
- город Хасавюрт

24 апреля 1953 года все округа Дагестанской АССР были упразднены.